# Nižnjaja Tavda
Nižnjaja Tavda (in russo Нижняя Тавда?) è un villaggio della Russia asiatica nell'oblast' di Tjumen'; è il centro amministrativo del rajon Nižnetavdinskij.
Si trova sulla sponda destra del fiume Tavda, 80 km a nord-est di Tjumen'.